# Pomerode
Pomerode egy község (município) Brazíliában, Santa Catarina államban, az ország déli részén. Németek alapították 1861-ben; 1959-ben lett önálló község. Lakosainak 90%-a ma is beszél németül vagy pomeránusul. Egyes források Brazília „legnémetebb városának” tartják (a cidade mais alemã do Brasil). Becsült lakossága 2020-ban 34 010 fő volt.

## Története
A község területén egykoron carijó és xokleng bennszülöttek éltek. A 16. században a gyarmatosító portugálok elpusztították illetve elüldözték őket, de a területet nem használták fel semmire, és a 19. század közepéig lakatlan volt. 1850-ben a Hermann Blumenau vezetésével érkező német bevándorlók megalapították Colônia Blumenaut az Itajaí-Açu folyó völgyében. Hamarosan létrehozták a Colônia Blumenaut és Colônia de Dona Franciscát (a mai Joinville) összekötő, a Rio Testo völgyében húzódó kereskedelmi utat, melynek mentén 1861-ben Baden tartományból származó német családok települést alapítottak Badenfurt néven. Később pomerániai németek is letelepedtek a Rio Testonál, a helyet pedig 1934-től Blumenau község kerületeként tartották számon Rio Testo néven. 1958 decemberében Pomerodeként függetlenedett, majd 1959 januárjában önálló községgé alakult.

## Leírása
A Rio Testo völgyében, magas hegyek között fekvő Pomerodenak egyedülálló varázsa van. Favázas szerkezetű régi házai a 19. századi német építészetet idézik.

## Demográfia

### Etnikai megoszlás
| Rassz                  | Százalék | Fő     |
| Fehér (branco)         | 92,01    | 25 542 |
| Keverék (pardo)        | 7,19     | 1996   |
| Fekete (preto)         | 0,61     | 169    |
| Ázsiai (amarelo)       | 0,14     | 38     |
| Bennszülött (indigene) | 0,05     | 13     |

### Vallási megoszlás
| Vallás          | Százalék | Fő     |
| Római katolikus | 31,17    | 6896   |
| Protestáns      | 66,39    | 14 690 |
| Nem vallásos    | 0,98     | 217    |
| Spiritiszta     | 0,13     | 29     |